# Acide conjugué

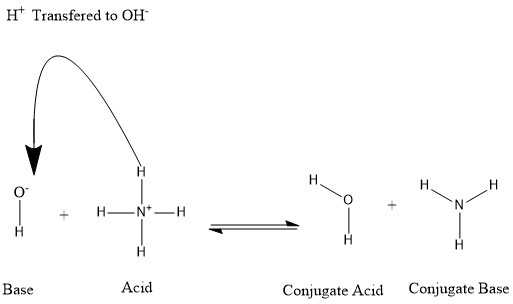
Diagramme (en anglais) expliquant le concept d'acide conjugué.

En chimie, l'acide conjugué d'une base est l'espèce chimique (ion ou molécule) qui forme avec cette base un couple acide/base.
L'acide conjugué d'une base forte est un acide très faible ou nul (les couples hydroxyde/eau, hydrure/hydrogène et amidure/ammoniac par exemple).
L'acide conjugué d'une base très faible ou nulle est un acide fort (les couples chlorure/acide chlorhydrique, bromure/acide bromhydrique et iodure/acide iodhydrique par exemple).
Pour les cas intermédiaires, plus la base est forte, plus l'acide conjugué est faible et inversement.  
Une espèce chimique à la fois acide conjugué d'un couple et base conjuguée d'un autre est amphotère (c'est un ampholyte) : elle peut réagir comme un acide en milieu basique, ou comme une base en milieu acide.

## Demi-équation Acide/base
Le couple Acide/Base est de la forme :
- AH / A−

La demi-équation Acide/Base correspondante est :
- AH  {\displaystyle \rightleftharpoons }  A− + H+

## Réaction de dissolution
Lors de la dissolution d'un acide dans l'eau, les protons sont solvatés par les molécules d'eau.
L'acide AH du couple AH/A− réagit avec l'eau, base du couple H3O+/H2O.
Les demi-équations acide/base sont :
- AH  {\displaystyle \rightleftharpoons }  A− + H+
- H2O(l) + H+  {\displaystyle \rightleftharpoons }  H3O+(aq)

La réaction de dissolution d'un acide s'écrit donc :
- AH + H2O(l)  {\displaystyle \rightleftharpoons }  A−(aq) + H3O+(aq)